# Spoorlijn Hannover - Braunschweig
De spoorlijn Hannover - Braunschweig is een Duitse spoorlijn in Nedersaksen en als lijn 1730 onder beheer van DB Netze.

## Geschiedenis
Het traject tussen Hannover en Peine werd door de Königlich Hannöverschen Staatseisenbahnen in twee gedeeltes geopend:
- Hannover - Lehrte: 22 oktober 1843
- Lehrte - Peine : 3 december 1843

Het traject tussen Peine en Braunschweig werd door de Herzoglich Braunschweigische Staatseisenbahn op 19 mei 1844 geopend.

## Treindiensten
De Deutsche Bahn verzorgt het personenvervoer op dit traject met ICE, IC en RB treinen. enno en de Westfalenbahn verzorgen het personenvervoer op dit traject met RE treinen.
| Serie    | Treinsoort                        | Route | Bijzonderheden |
| -------- | --------------------------------- | --- | --- |
| ICE 3    | InterCityExpress (DB Fernverkehr) | Berlin Hbf – Hannover Hbf – Frankfurt (Main) Hbf – [ Darmstadt Hbf ] / [ Mannheim Hbf – Stuttgart Hbf – Ulm Hbf – Augsburg Hbf – München Hbf ] | |
| ICE 10   | InterCityExpress (DB Fernverkehr) | Berlin Gesundbrunnen – Berlin Hbf – Berlin Spandau – Wolfsburg Hbf – Hannover Hbf – [ Bremen Hbf – Oldenburg (Oldb) Hbf ] / [ Bielefeld Hbf – Hamm (Westf) – [ Hagen Hbf – Wuppertal Hbf – Köln Hbf – Bonn Hbf – Koblenz Hbf ] / [ Dortmund Hbf – Bochum Hbf – Essen Hbf – Mülheim (Ruhr) Hbf – Duisburg Hbf – Düsseldorf Flughafen – Düsseldorf Hbf – Köln Messe/Deutz – Köln Hbf ] | Vanaf Hamm één treindeel naar Keulen en één naar Düsseldorf. Één trein per dag tussen Berlijn en Oldenburg. |
| ICE 11   | InterCityExpress (DB Fernverkehr) | [ Berlin Ostbahnhof – Berlin Hbf – Berlin-Spandau – Braunschweig Hbf – Hildesheim Hbf – Göttingen – Kassel-Wilhelmshöhe – Fulda – Hanau Hbf – Frankfurt (Main) Hbf ] / [ Wiesbaden Hbf – Mainz Hbf – Worms Hbf ] – Mannheim Hbf – Stuttgart Hbf – Ulm Hbf – Augsburg Hbf – München-Pasing – München Hbf | Één trein van Wiesbaden naar München. |
| ICE 12   | InterCityExpress (DB Fernverkehr) | Berlin Ostbahnhof – Berlin Hbf – Berlin-Spandau – Wolfsburg Hbf – Braunschweig Hbf – Hildesheim Hbf – Göttingen – Kassel-Wilhelmshöhe – Fulda – Hanau Hbf – Frankfurt (Main) Hbf – Mannheim Hbf – Karlsruhe Hbf – Offenburg – Freiburg (Breisgau) Hbf – Basel Bad Bf – Basel SBB – Liestal – Olten – Bern – Thun – Spiez – Interlaken West – Interlaken Ost | |
| IC 16    | Intercity (DB Fernverkehr)        | Berlin Südkreuz – Berlin Hbf – Hannover Hbf – Göttingen – Fulda – Hanau Hbf – Frankfurt (Main) Hbf – Darmstadt Hbf – Heidelberg Hbf – Stuttgart Hbf | |
| IC/EC 32 | Intercity (DB Fernverkehr)        | [ [ Ostseebad Binz – Stralsund Hbf – Greifswald ] / [ Seebad Heringsdorf – Zinnowitz ] – Züssow – Pasewalk – Angermünde – Berlin Gesundbrunnen ] / [ Dresden Hbf – Berlin Südkreuz – Berlin Hbf ] – Berlin-Spandau – Stendal Hbf – Wolfsburg Hbf – Hannover Hbf – [ Herford – Bielefeld Hbf – Gütersloh Hbf – Hamm (Westf) – Dortmund Hbf – Bochum Hbf – Essen Hbf – Mülheim (Ruhr) Hbf ] / [ Osnabrück Hbf – Münster Hbf – Recklinghausen Hbf – Wanne-Eickel Hbf – Gelsenkirchen Hbf – [ Essen Hbf – Mülheim (Ruhr) Hbf ] / [ Oberhausen Hbf ] ] – Duisburg Hbf – [ [ Krefeld Hbf ] / [ Düsseldorf Flughafen – Düsseldorf Hbf – Neuss Hbf ] – Mönchengladbach Hbf – Aachen Hbf ] / [ Düsseldorf Flughafen – Düsseldorf Hbf – Köln Hbf – Bonn Hbf – Remagen – Andernach – Koblenz Hbf – Bingen (Rhein) Hbf – Mainz Hbf – Worms Hbf – Mannheim Hbf – Heidelberg Hbf – Vaihingen (Enz) – Stuttgart Hbf – [ Reutlingen – Tübingen ] / [Plochingen – Göppingen – Ulm Hbf – [ Biberach (Riß) – Ravensburg – Friedrichshafen Stadt – Lindau Hbf – Bregenz – Dornbirn – Feldkirch – Bludenz – Landeck-Zams – Imst-Pitztal – Telfs-Pfaffenhofen – Innsbruck Hbf ] / [ Günzburg – Augsburg Hbf – München-Pasing – München Hbf – Rosenheim – Bad Endorf – Prien a Chiemsee – Traunstein – Freilassing – Salzburg Hbf – Golling-Abtenau – Bischofshofen – St. Johann im Pongau – Schwarzbach-St. Veit – Dorfgastein – Bad Hofgastein – Bad Gastein – Mallnitz-Obervellach – Spittal-Milstättersee – Villach Hbf – Velden am Wörthersee – Pörtschach am Wörthersee – Krumpendorf am Wörthersee – Klagenfurt Hbf ] ] | 's Zomers één trein per richting per week tussen Keulen en Binz/Heringsdorf. Enkele treinen tussen Hannover en Essen via Münster. Één trein per dag vanaf Ulm naar Innsbruck. Doordeweeks één trein per dag vanaf Stuttgart naar Tübingen. |
| IC 55    | Intercity (DB Fernverkehr)        | Dresden Hbf – Riesa – Leipzig Hbf – Flughafen Leipzig/Halle – Halle (Saale) Hbf – Magdeburg Hbf – Braunschweig Hbf – Hannover Hbf – Bielefeld Hbf – Hamm (Westf) – Dortmund Hbf – [ Hagen Hbf – Wuppertal Hbf – Solingen Hbf – Köln Hbf ] / [ Bochum Hbf – Essen Hbf – Mülheim (Ruhr) Hbf – Duisburg Hbf – Düsseldorf Hbf – Köln Hbf – Bonn Hbf – Koblenz Hbf – Mainz Hbf – Mannheim Hbf – Heidelberg Hbf – Stuttgart Hbf – Ulm Hbf – Memmingen – Kempten (Allgäu) Hbf – Immenstadt – Oberstdorf ] | 1x per dag Leipzig - Oberstdorf via Duisburg en Düsseldorf. |
| IC 56    | Intercity (DB Fernverkehr)        | [ [ Norddeich Mole ] / [ Emden Außenhafen ] – Emden Hbf – Leer (Ostfriesl) – Oldenburg (Oldb) Hbf – Bremen Hbf – Hannover Hbf – Braunschweig Hbf ] / [ Warnemünde – Rostock Hbf – Bützow – Bad Kleinen – Schwerin Hbf – Ludwigslust – Wittenberge – Stendal Hbf ] – Magdeburg Hbf – [ Halle (Saale) Hbf – Leipzig Hbf ] / [ Brandenburg Hbf – Potsdam Hbf – Berlin Hbf – Berlin Ostbahnhof – Cottbus ] | Eén trein per dag vanaf Magdeburg Hbf naar Cottbus. Eén trein per dag vanaf Warnemünde. Tussen Norddeich Mole en Bremen Hbf worden ook plaatsbewijzen van het regionale verkeer geaccepteerd.                                              |
| FLX 30   | FLX (FlixTrain)                   | Aachen Hbf – Köln Hbf – Düsseldorf Hbf – Duisburg Hbf – Essen Hbf – Bochum Hbf – Dortmund Hbf – Hamm (Westfalen) – Gütersloh Hbf – Bielefeld Hbf – Herford – Hannover Hbf – Stendal – Berlin-Spandau – Berlin Hbf – Berlin Südkreuz – Elsterwerda – Dresden-Neustadt – Dresden Hbf | Dienstregeling Flixtrain FLX30. Flixtrain (8 april 2024). Geraadpleegd op 19 april 2024. |
| RE 30    | Regional-Express (enno)           | Hannover Hbf – Lehrte – Gifhorn – Wolfsburg Hbf | |
| RE 50    | Regional-Express (enno)           | Hildesheim Hbf – Braunschweig Hbf – Wolfsburg Hbf | |
| RE 60    | Regional-Express (Westfalenbahn)  | Rheine – Osnabrück Hbf – Bünde (Westf) – Löhne (Westf) – Bad Oeynhausen – Minden (Westf) – Hannover Hbf – Lehrte – Braunschweig Hbf | Ems-Leine-Express 1x per twee uur |
| RE 70    | Regional-Express (Westfalenbahn)  | Bielefeld Hbf – Herford – Löhne (Westf) – Bad Oeynhausen – Minden (Westf) – Hannover Hbf – Lehrte – Braunschweig Hbf | Weser-Leine-Express 1x per twee uur |

De S-Bahn van Hannover maakt tussen Hannover en Lehrte gebruik van de parallelle spoorlijn Hannover - Lehrte.
| Serie | Treinsoort             | Route                                  | Bijzonderheden |
| ----- | ---------------------- | -------------------------------------- | -------------- |
| S3    | S-Bahn (DB Regio Nord) | Hannover Hbf – Lehrte – Hildesheim Hbf |                |
| S6    | S-Bahn (DB Regio Nord) | Hannover Hbf – Celle                   |                |
| S7    | S-Bahn (DB Regio Nord) | Hannover Hbf – Lehrte – Celle          |                |

## Aansluitingen
In de volgende plaatsen is of was er een aansluiting op de volgende spoorlijnen:
Hannover Hauptbahnhof
DB 1700, spoorlijn tussen Hannover en Hamm
DB 1705, spoorlijn tussen Hannover en Seelze
DB 1710, spoorlijn tussen Hannover en Celle
DB 1733, spoorlijn tussen Hannover en Würzburg
DB 1734, spoorlijn tussen Hannover en Lehrte
DB 1760, spoorlijn tussen Hannover en Soest
Hannover Hbf Pferdeturm
DB 1734, spoorlijn tussen Hannover en Lehrte
Hannover Karl-Weichertallee
DB 1734, spoorlijn tussen Hannover en Lehrte
aansluiting Tiergarten
DB 1731, spoorlijn tussen de aansluiting Tiergarten en Misburg
Lehrte
DB 1720, spoorlijn tussen Lehrte en Cuxhaven
DB 1734, spoorlijn tussen Hannover en Lehrte
DB 1750, spoorlijn tussen Wunstorf en Lehrte
DB 1770, spoorlijn tussen Lehrte en Nordstemmen
DB 6107, spoorlijn tussen Berlijn en Lehrte
Hämelerwald
lijn tussen Hildesheim en Hämelerwald
Vöhrum
lijn tussen Vöhrum en Bülten
Peine
DB 1723, spoorlijn tussen Plockhorst en Peine
DB 9198, spoorlijn tussen Peine en Broistedt
Groß Gleidingen
DB 1772, spoorlijn tussen Hildesheim en Groß Gleidingen
DB 1910, spoorlijn tussen Groß Gleidingen en Braunschweig
DB 1921, spoorlijn tussen Groß Gleidingen en Wolfenbüttel
DB 1922, spoorlijn tussen Groß Gleidingen en Beddingen
aansluiting Gabelung
DB 1910, spoorlijn tussen Groß Gleidingen en Braunschweig
DB 1911, spoorlijn tussen de aansluiting Gabelung en de aansluiting Buchhorst
aansluiting Okerbrücke
DB 1912, spoorlijn tussen Braunschweig Rangierbahnhof en de aansluiting Okerbrücke
Braunschweig Hauptbahnhof
DB 1900, spoorlijn tussen Braunschweig en Helmstedt
DB 1901, spoorlijn tussen Braunschweig en Bad Harzburg
DB 1902, spoorlijn tussen Braunschweig en Gifhorn
DB 1905, spoorlijn tussen Braunschweig West en Braunschweig Halzhof
DB 1912, spoorlijn tussen Braunschweig Rangierbahnhof en de aansluiting Okerbrücke

## Elektrificatie
Het traject werd in 1976 geëlektrificeerd met een wisselspanning van 15.000 volt 16⅔ Hz.